# Бекишево
Бекишево е село в Тюкалински район на Омска област. Административен център на Бекишевската селска община.

## Физико-географическ характеристика
Селото се намира в югоизточната част на Тюкалински район, в лесостепната зона на Ишимската равнина, която принадлежи към Западносибирската равнина. В околността има брезови горички, а в падините има малки блата. Почвите са ливадно-черноземни солонци и солончаци. Надморска височина 112 m.
По шосе селото се намира на 51 км от областния център град Тюкалинск и на 91 км от областния център град Омск. Близо до селото минава федералната магистрала P254 Тюмен – Ишим – Омск.

### Климат
Климатът е умереноконтинентален (по климатичната класификация на Кьопен-Гайгер – тип Dfb). Средната годишна температура е положителна и е +0,8 ° C, средната температура на най-студения месец януари е – 18,1 ° C, най-горещият месец юли е + 19,1 ° C. Дългогодишната валежна норма е 408 mm, най-много валежи падат през юли – 65 mm, най-малко през февруари и март – по 14 mm.

### Часова зона
Бекишево, както и цялата Омска област, се намира в часовата зона MSC+3. Приложеното отместване на времето спрямо UTC е +6:00.

## История
През лятото на 1759 г. преселените селяни изрязват колиби, издигат някои стопански постройки и копаят кладенец. Някои от заселниците си правят землянки, а след това поставят колиби. Към 1767 г. Бекишево има 144 домакинства с население 642 души, от които: мъже – 327 души, жени – 315 души. Построени са хлебопекарна и три търговски магазина.
Големият приток на имигранти и високата раждаемост осигуряват бързо нарастване на населението. Не по-малко важно е и наличието на магистрала, която се строи и разширява активно. В потока от имигранти, заедно със старите хора, има все повече и повече изгнаници от Европейска Русия. В Бекишево е имало лагерен дом, където са отсядали да почиват заточеници. През 1851 г. е построен православен храм с две камбанарии.
В края на 19 век и началото на 20 век Бекишево принадлежи към Колмаковска волост на Тюкалински район на Тоболска губерния. През 1924 г. е образуван Бекишевският селски съвет, който включва две села: Бекишево и Максимовка. Колективизацията започва през 1928 г. През 1929 г. в Бекишево се организира колхоз „Нов път“. През 1936 г. почти цялото село е изгоряло.
След войната Бекишево принадлежи към Нагибинския селски съвет, след което отива към Малиновския селски съвет. През 1969 г. в Бекишево е построено ново осемгодишно училище. През 1974 г. започва изграждането на асфалтов път. През 1985 г. държавното стопанство Придорожни с център Бекишево се отделя от държавното стопанство Малиновски, а през 1986 г. Бекишево получава статут на село и Бекишевският селски съвет е преформиран. През 1993 г. е построена нова стандартна двуетажна училищна сграда. През март 1993 г. на базата на совхоза е организирано АД „Придорожное“. През 1997 г. в резултат на реорганизация е образувана селскостопански артел Придорожная.